# ليو وينديل
ليو وينديل (بالإنجليزية: Lew Wendell)‏ هو لاعب كرة قاعدة أمريكي، ولد في 22 مارس 1892 في نيويورك في الولايات المتحدة، وتوفي في 11 يوليو 1953 في بروكلين في الولايات المتحدة.

## وصلات خارجية
- ليو وينديل على موقعبيزبول رفرنس.كوم (الدوري الرئيسي) (الإنجليزية)
- ليو وينديل على موقعبيزبول رفرنس.كوم (الدوري الثانوي) (الإنجليزية)